# 佐世保市営交通船
佐世保市営交通船（させぼしえいこうつうせん）は、長崎県佐世保市が運航する公営定期航路である。現在運航中の航路は2006年（平成18年度）3月31日の編入合併に伴い旧宇久町営交通船を承継したものであり、佐世保市交通船事業会計（特別会計）により運営されているが地方公営企業ではない。
本項目では過去に佐世保市が直営で運航していた航路についても記述する。

## 現在の航路
- 神浦港（佐世保市宇久町神浦） - 寺島港（同市宇久町寺島） - 柳港（北松浦郡小値賀町柳郷）

2007年度（平成19年度）の交通船事業会計決算額は歳入歳出とも5,389万円、年間利用者数は6,288人であった。
2015年度（平成27年度）の交通船事業会計予算額は68,760千円・決算額は65,928千円であった

## 船舶
2010年現在、下記の1隻のみで運航。

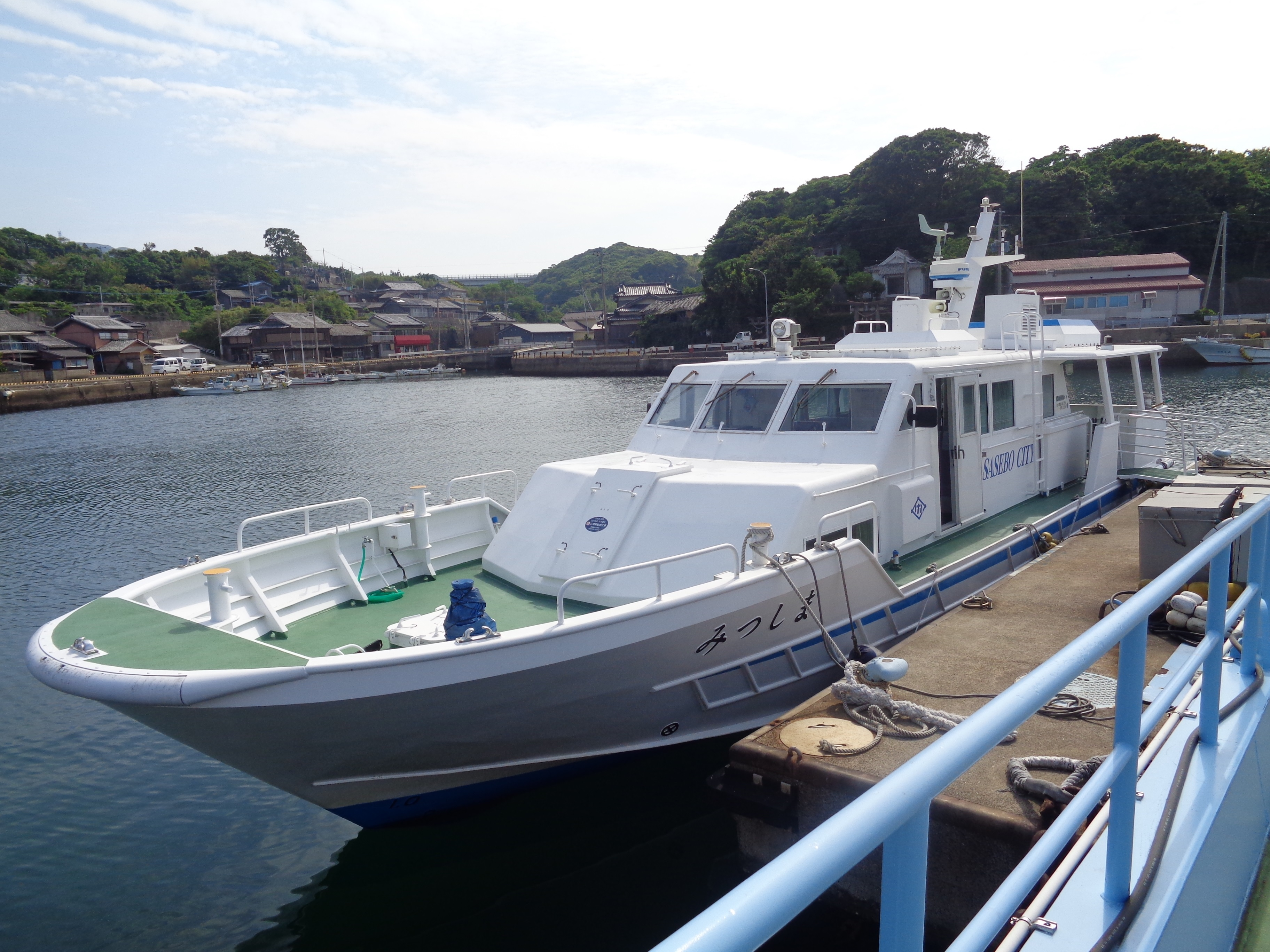
佐世保市営船「みつしま」

- 「第3みつしま」 - 1991年4月就航。総トン数29トン、旅客定員66名。

## 過去の航路

### 佐世保湾内航路
俵ケ浦半島方面への航路は1933年（昭和8年）運航開始。県道等の道路整備の進展等により、1963年（昭和38年）12月25日に廃止された。俵ヶ浦地域住民等が設立した県北海運（株）が航路を引き継いだが、その後も乗客減少が続いたため1974年（昭和49年）10月に航路そのものが廃止された。
1956年時点での概況
- 航路
  - 川谷線：市営桟橋（万津町） - 赤崎 - 川の谷
  - 俵浦線：市営桟橋 - 庵浦 - 小庵浦 - 野崎 - 俵ヶ浦 - 寄船（面高村（現西海市））
  - 針尾線：市営桟橋 - 口木 - 鯛の浦 - 葉山
- 船舶
  - 「第二佐世保丸」（総トン数24t、速度6.5ノット、定員64名 1938年10月就航）
  - 「第二東浦丸」（24t、6ノット、71名 1933年12月就航）
  - 「赤崎丸」（26t、4.5ノット、70名 1942年8月就航）
  - 「第三佐世保丸」（31t、7.5ノット、84名 1949年4月就航）

### 九十九島観光船航路
佐世保市交通局（企業会計）による運航。2002年（平成14年）4月1日、西海パールシーリゾートとの一体経営のため同施設を運営する第三セクター会社させぼパール・シーに経営委譲され、市営航路としての歴史に幕を閉じた。
- 初代遊覧船「西海丸」

　昭和27年（1952年）進水、25トン　定員76名。
　3代遊覧船「はまゆう」就役により昭和40年（1965年）退役。
- 2代遊覧船「第二西海丸」

　昭和30年（1955年）進水、44トン　定員125名。
　「はまゆう」就役まで「西海丸」と2隻体制で運行し、「西海丸」と同時に退役。
- 3代遊覧船「はまゆう」

　昭和39年（1964年）進水、99トン　定員240名。
　2隻の総定員を凌駕する収容力を持ち、退役を促した。「海王」就役後もチャーター船として運航され、平成8年（1996年）退役。
- 4代遊覧船「海王」

　昭和57年（1982年）佐世保重工業で進水、136トン　定員250名。
　海賊船を模した外装を持つ。1985年度のスーパー戦隊シリーズ「電撃戦隊チェンジマン」第18話の長崎県ロケに使用された。「パールクイーン」就役後もチャーター船・臨時運行船として使用したが、「みらい」と交代で平成26年末をもって退役。
- 5代遊覧船「パールクイーン」

　平成14年（2002年）前畑造船で進水、199トン、定員280名
　帆船を模した外装を持つ。就役翌年に遊覧船事業開始以来初めての女性船長を招聘した。主力遊覧船として定期便に運行中。
- 6代遊覧船「みらい」

　
　平成26年（2014年）前畑造船で進水。160トン　定員200名
　「海王」代船として、同じく海賊船型の外装で発注されている。バリアフリー対策、電気推進動力などの新機軸を採用している。